# Donji Lepuri
Donji Lepuri – wieś w Chorwacji, w żupanii zadarskiej, w mieście Benkovac. W 2011 roku liczyła 174 mieszkańców.